# Eugnathogobius
Eugnathogobius – rodzaj ryb z rodziny babkowatych.

## Występowanie
Wody słone, półsłodkie Ocean Indyjski, wpływają do wód słodkich (od Sri Lanki, Filipiny, Indonezję, po płn. Australię).

## Klasyfikacja
Gatunki zaliczane do tego rodzaju:
- Eugnathogobius illota
- Eugnathogobius indicus
- Eugnathogobius kabilia
- Eugnathogobius microps
- Eugnathogobius mindora
- Eugnathogobius polylepis
- Eugnathogobius siamensis
- Eugnathogobius stictos
- Eugnathogobius variegatus